# Verbascum haussknechtianum
Verbascum haussknechtianum är en flenörtsväxtart som beskrevs av Hub.-mor.. Verbascum haussknechtianum ingår i släktet kungsljus, och familjen flenörtsväxter. Utöver nominatformen finns också underarten V. h. fallacinum.